# Cristiano Biraghi
Cristiano Biraghi (* 1. September 1992 in Cernusco sul Naviglio) ist ein italienischer Fußballspieler. Der Linksverteidiger steht in Diensten der AC Florenz und ist aktuell an den FC Turin ausgeliehen.

## Karriere

### Im Verein
Biraghi wurde in der Jugendabteilung von Inter Mailand ausgebildet und durchlief seit 2003 sämtliche Teams. 2011 wurde er in den Profibereich übernommen, allerdings sofort an SS Juve Stabia verliehen, um Erfahrungen und Spielpraxis zu sammeln. Insgesamt absolvierte er elf Ligapartien für Juve Stabia, bevor er zu Inter zurückkehrte. Doch auch in der darauffolgenden Saison wurde er verliehen: In der Serie B 2012/13 bei der AS Cittadella absolvierte er mit 33 Spielen einen Großteil der Ligaspiele, bevor er im Sommer 2013 wieder zu Inter zurückkehrte.
Am 6. Juli 2014 wurde er an Chievo Verona ausgeliehen. Nach einer weiteren Leihe zum FC Granada wechselte Biraghi zu Delfino Pescara 1936. Pescara stieg am Ende der Saison 2016/17 in die Serie B ab, woraufhin Biraghi zur Spielzeit 2017/18 leihweise zur AC Florenz wechselte.
Anfang Februar 2025 wechselte Biraghi leihweise für die restliche Saison zum FC Turin.

### In der Nationalmannschaft
Seit 2010 spielte Biraghi in den Jugendnationalmannschaften Italiens für die U-19 und die U-21. Mit der U-21-Mannschaft von Devis Mangia konnte er bei der Europameisterschaft 2013 Vize-Europameister werden.
Im April 2017 wurde Biraghi von Nationaltrainer Gian Piero Ventura erstmals für die Italienische Nationalmannschaft nominiert. Im Testspiel gegen San Marino am 31. Mai feierte er sein Debüt als Nationalspieler. Nach einer Nominierung von Luigi Di Biagio im Februar 2018 wurde er im September 2018 von Roberto Mancini erneut nominiert.

## Erfolge
- U-21-Vize-Europameister: 2013